# Abisara fylloides
Abisara fylloides är en fjärilsart som beskrevs av Moore 1901. Abisara fylloides ingår i släktet Abisara och familjen Riodinidae. Inga underarter finns listade i Catalogue of Life.